# 時候の挨拶一覧
時候の挨拶一覧（じこうのあいさついちらん）は、日本における、手紙やはがきなどを書く際において、文章の冒頭に使用する礼儀文のこと。「時候」とは四季折々の気候のことである。
本稿は、よく使われる文例を一覧にしたものである。
| 時期           | 漢語調                                                         | 口語調 | 備考 |
| -------------- | -------------------------------------------------------------- | --- | ---- |
| 1月（睦月）    |                                                                | |      |
|                | 厳寒の候 厳冬の候 大寒の候 寒冷の候 酷寒の候                   | 謹賀新年 新春の喜び 厳寒のみぎり 酷寒のみぎり 寒気厳しき折柄 初春とはいえ 厳しい寒さ 一面の銀世界 寒さ厳しき折柄 例年にない寒さ いよいよ寒気がつのり 星も凍るような寒い夜 寒気ことのほか厳しく 雪の晴れ間 積雪は軒につかえ 霜柱を踏んで 水道の蛇口も凍る寒さ ビルの谷間を抜ける木枯らしの音 冬来たりなば春遠からじ                               |      |
| 上旬           | 新春の候 初春の候 七草の候                                     | |      |
| 中旬           | 小寒の候 寒中の候 甚寒の候 降雪の候 晩冬の候 寒風の候          | |      |
| 下旬           | 大寒の候                                                       | |      |
| 2月（如月）    |                                                                | |      |
|                | 向春の候 梅花の候 梅鶯の候 厳寒の候                            | 春まだ浅く 立春とは名のみの寒さ 冬の名残りがなかなか去らず 寒気は冴えかえり 春とは名ばかりでまだ真冬のように寒く 余寒厳しき折柄 暦の上に春は立ちながら 三寒四暖と申しますが 三寒四温とか言われる季節 いくらか寒さもゆるみ 梅のつぼみもそろそろ膨らみ 何となく春めいて                                                                            |      |
| 上旬           | 暮冬の候 晩冬の候                                              | |      |
| 中旬           | 立春の候 余寒の候 春寒の候 残寒の候                            | |      |
| 下旬           | 雨水の候 残雪の候                                              | |      |
| 3月（弥生）    |                                                                | |      |
|                | 弥生の候 萌芽の候                                              | 風はまだ寒く 寒さも緩み 春寒しだいに緩み 春暖快適の候 春の彼岸の頃 春色とみに濃く 春寒料峭のみぎり 日増しに暖かさを増し 小川の水もぬるみ つぼみも膨らむころ 桃の蕾もふくらみ 日増しに暖かくなり 急に春めいて 木々の緑日ごとに色めく季節 若草萌ゆる候 一雨ごとの暖かさ 日毎にのどかになり 菜の花は今が盛り                                        |      |
| 上旬           | 早春の候 浅春の候 解氷の候                                     | |      |
| 中旬           | 啓蟄の候 仲春の候 春情の候 軽暖の候                            | |      |
| 下旬           | 春分の候 麗日の候 春陽の候 春光の候 春風の候 桜花の候          | |      |
| 4月（卯月）    |                                                                | |      |
|                | 春和の候 春陽の候 陽春の候 春暖の候                            | 春風駘蕩の候 春陽麗和の好季節 春たけなわ 花曇りの昨今 春もたけなわの日和 花便りも伝わる今日このごろ うららかな好季節を迎え 春光うららかな 桜花爛漫 春の愁いにとらわれ 春宵一刻千金の候 春も深くなり 葉桜の季節となり 春も半ばを過ぎ 惜春の思いは深く 若草萌える季節 かげろうもえる季節                                                           |      |
| 上旬           | 麗日の候 春光の候 春風の候 桜花の候 春分の候                   | |      |
| 中旬           | 清明の候 春嵐の候 桜端の候                                     | |      |
| 下旬           | 穀雨の候 葉桜の候 若草の候 麗春の候 惜春の候                   | |      |
| 5月（皐月）    |                                                                | |      |
|                | 新緑の候 若葉の候 青葉の候 薫風の候 緑風の候                   | 新緑の色増す季節 新緑の野山に萌える今日この頃 風薫るこのごろ 風薫る五月の空に鯉のぼりが 若葉の目にしみる候 緑濃く 緑したたる 五月晴れ 大空にこいのぼりの躍るころ 吹く風も夏めいて 青田を渡る風 新茶の香り 牡丹の花が咲き誇り 初夏の風もさわやかな頃となり 深緑の色増す頃                                                                         |      |
| 上旬           | 晩春の候 残春の候 惜春の候 葉桜の候 麗春の候                   | |      |
| 中旬           | 立夏の候 初夏の候 薄暑の候 軽暑の候 新茶の候                   | |      |
| 下旬           | 小満の候 向暑の候                                              | |      |
| 6月（水無月）  |                                                                | |      |
|                | 深緑の候 桜桃の候 梅雨の候 向夏の候                            | 若葉青葉の候 さわやかな初夏の季節 梅雨がうっとうしい折から 時候不順の折 うっとうしい梅雨の季節 長かった梅雨もようやくあがり 爽やかな初夏を迎え 初夏の風に肌も汗ばむ頃 樹々の緑深くなり 若鮎のおどる 暑さ日増しに厳しく 空には白い雲が浮かび 暑気日ごとに加わり 日の光も青く                                                                      |      |
| 上旬           | 麦秋の候 薄暑の候 芒種の候                                     | |      |
| 中旬           | 入梅の候 梅雨の候 長雨の候 霖雨の候 黄梅の候                   | |      |
| 下旬           | 夏至の候 短夜の候 向暑の候 向夏の候 小夏の候                   | |      |
| 7月（文月）    |                                                                | |      |
|                | 盛夏の候                                                       | 爽快な夏 まぶしいほどの夏 海山の恋しい季節 楽しい夏休み 連日厳しい暑さ 夏祭りのにぎわうころ 炎暑のみぎり 日々暑さ厳しき折から 涼風肌に心地よく 旱天続きで 草木も生気を失い 土用の入りとなり 近年にない暑さが続き 蝉の声に更に暑さを覚え 一雨欲しいこのごろ                                                                                       |      |
| 上旬           | 長雨の候 小夏の候                                              | |      |
| 中旬           | 小暑の候                                                       | |      |
| 下旬           | 大暑の候 甚暑の候 猛暑の候 烈暑の候 酷暑の候 厳暑の候 炎暑の候 | |      |
| 8月（葉月）    |                                                                | |      |
|                |                                                                | 残暑厳しき折から 残暑凌ぎ難き候 土用あけの暑さは厳しく 立秋とは名ばかりの暑さ続き 青草を蒸すような強い日射し 残暑なお厳しい折柄 秋暑厳しき折柄 秋にはまだ遠く 秋立つとはいえ 朝夕涼味を覚えるころ 夜空に秋の気配を感じるころ 避暑客の姿も少なくなり 暑さも峠を越しいよいよ秋 虫の声に秋も近づいた事を感じる昨今 まだまだ暑い日が続いておりますが |      |
| 上旬           | 晩夏の候 暮夏の候 残夏の候 厳暑の候 甚暑の候 猛暑の候          | |      |
| 中旬           | 立秋の候 残暑の候 残炎の候                                     | |      |
| 下旬           | 処暑の候 早涼の候 初秋の候                                     | |      |
| 9月（長月）    |                                                                | |      |
|                |                                                                | 残暑去り難く 二百十日も無事に過ぎ 爽やかな季節を迎え 朝夕はめっきり涼しく 朝夕日毎に涼しくなり 虫の音美しい 秋の気配が次第に濃くなって 新秋快適のみぎり 秋色次第に濃く 初雁の姿に秋を感じる頃 野山もにわかに秋色をおび スポーツの秋を迎え |      |
| 上旬           | 処暑の候 早涼の候 初秋の候                                     | |      |
| 中旬           | 白露の候 秋涼の候 仲秋の候                                     | |      |
| 下旬           | 秋分の候 秋冷の候 秋雨の候                                     | |      |
| 10月（神無月） |                                                                | |      |
|                | 清秋の候 金風の候 夜長の候                                     | さわやかな好季節 さわやかな秋晴れの続く 秋涼爽快のみぎり 秋気肌にしみ 秋涼爽快の候 秋色日毎に深まり 日増しに秋も深まり 燈火親しむの候 木々の梢も色づいて 実りの秋となり 灯火親しむの候 空は深く澄み渡り 夜長の頃となり 冷気は日増しに加わり スポーツの秋 味覚の秋 天高く馬肥ゆるの候                                                             |      |
| 上旬           | 秋涼の候 仲秋の候                                              | |      |
| 中旬           | 夜長の候 寒露の候 秋冷の候 秋雨の候                            | |      |
| 下旬           | 紅葉の候 秋麗の候                                              | |      |
| 11月（霜月）   |                                                                | |      |
|                | 向寒の候 深冷の候 霜寒の候                                     | 菊薫る今日このごろ ゆく秋の寂しさ身にしみるころ 秋気いよいよ深く 秋も一段と深まり 鮮やかな紅葉の候となり 舗道に落ち葉が散る頃 小春日和の今日此頃 朝夕一際冷え込むころ 吐く息も白くなり 夜寒の折柄 冷気日ごとに加わり 日毎冷気が加わり 追々寒さ向かいますが 冷雨が降り続く                                                                        |      |
| 上旬           | 夜寒の候 暮秋の候 晩秋の候 菊花の候 初霜の候 霜降の候          | |      |
| 中旬           | 立冬の候 冷雨の候                                              | |      |
| 下旬           | 初冬の候 孟冬の候                                              | |      |
| 12月（師走）   |                                                                | |      |
|                | 師走の候 寒冷の候 霜寒の候 霜夜の候                            | 寒気厳しき折柄 寒気いよいよ厳しく めっきり寒くなり あわただしい師走となり 師走に入って一段と寒く 年の瀬もいよいよ押し詰まり 歳末何かとご多端の折柄 木枯らし吹きすさぶころ 今年もいよいよおしつまり 年末御多忙の折から 年もせまり何かとご繁忙のこと 寒さもひとしお身にしみるころ                                                                  |      |
| 上旬           | 向寒の候 初冬の候 小雪の候 初雪の候                            | |      |
| 中旬           | 大雪の候 短日の候 寒気の候                                     | |      |
| 下旬           | 冬至の候 月迫の候 歳晩の候                                     | |      |